# Ellia English
Ellia English (26 de marzo de 1960) es una actriz de cine, teatro y televisión estadounidense. Principalmente conocida por su papel de tía Helen en la serie de televisión The Jamie Foxx Show (El Show de Jamie Foxx). English apareció en un papel central en The Show y formó pareja en pantalla con el actor Garrett Morris, quien interpreta a su marido Junior King.

## Filmografía
- "My Sister's Keeper" (2009)... Enfermera Alice
- Cornered!.... Mona
- Semi-Pro (2008).... Quincy
- Good Luck Chuck (2007).... Reba
- Woman Thou Art Loosed (2004).... Funcionaria de la cárcel
- Matchups (2003 V).... Lynn Williams
- Wildcats (1984) .... Marva

## Televisión
- Good Luck Charlie...Mary Lou Wentz (2010-2013)
- Curb Your Enthusiasm ... Tía Rae (2007)
- The Jamie Foxx Show .... Tía Helen King (97 episodios, 1996–2001)
- Martin ....Mrs. Booker (3 episodios, 1994–1996)
- The 5 Mrs. Buchanans (1 episodio, 1994).... asistenta social
- The Innocent (1994) (TV).... Rev. Poppy
- The Sinbad Show (1 episodio, 1994)
- Based on an Untrue Story) (1993, TV) .... Sister Love
- Great Performances (1 episodio, 1989) .... Queenie
- Wildcats (1986, no acreditada) .... Marva ... aka First and Goal
- Fame (1 episodio, 1982) .... Sheila 
 (episodio "Metamorphosis") (1982) ... Sheila

## Teatro
- Love in the Nick of Tyme
- Ain't Misbehavin
- Ma Rainey's Black Bottom
- Colored Museum
- Dreamgirls
- Romeo and Juliet
- Spunk
- Show Boat
- Barnum
- Nunsense
- One Mo' Time
- Annie Warbucks